# Jaak Vissenaken
Jaak Vissenaken (Brugge, 13 oktober 1936 - aldaar, 22 januari 2021) was een Vlaams acteur, regisseur en scenarist. Een van zijn bekendste rollen is die van Jonathan Hiks in Postbus X.

## Levensloop
Hij was getrouwd met actrice Annelies Vaes.
Jaak Vissenaken kreeg bekendheid als lid van het reizende theatergezelschap BENT, dat tussen 1977 en 1986 Vlaanderen en Nederland veroverde. Toen de subsidiekraan werd dichtgedraaid, verhuisde hij met zijn vrouw Annelies naar het zuiden van Frankrijk, waar ze twintig jaar lang een hotel met wijngaard runden. In 2007 kwamen ze naar België terug en namen hun intrek in Kasterlee.
Hij begon zich opnieuw voor het acteren te interesseren. "Ik ben bijna altijd mijn eigen baas geweest. Nu wou ik ook eens zelf iets schrijven. 120 pagina's later heb ik het resultaat voorgelegd aan Annelies en zij zei 'Ja, het zou kunnen'. Ze heeft de voorstelling geregisseerd en gecoacht."

## Filmografie
- Postbus X (1988–1990) – Jonathan Hiks
- Tot nut van 't algemeen (1988) – notaris
- De vrije Madam (1986) – mevrouw de Beer
- Groenten uit Balen (1983)
- Menuet (1982)
- De weddenschap (1978)
- Spiegels (1977)
- De torenkraan (1976)
- Pas de deux (1975) – acteur Gerard van den Brande
- Centraal Station (1974) – Jules
- De Loteling (1974)
- Bruiloft (1972) – de man
- De vorstinnen van Brugge (1972) – Jean-Baptiste Bariseele
- De Alchemist (1971) – Zwaargemoed Heilswerk, een Amsterdams dominee
- Dood van 2 dames (1968) – Commissaris Anneessens
- Dallas (1967) – getuige
- De ratel (1967) – Ricardo
- Van de brandkast in de hangkast (1967) – Fredo

## Regisseur
- Tien jaar later (1983)
- Groenten uit Balen (1983)
- Au bouillon belge (1982)
- Bruiloft (1972)
- Het gesticht (1972)

## Scenario
- Het gesticht (1972)